# 新潟空港訴訟
新潟空港訴訟（にいたがくうこうそしょう）は、新潟空港を発着する一部路線の事業免許に対してなされた取消訴訟。

## 概要
1979年（昭和54年）12月、運輸大臣は日本航空に対して新潟-小松-ソウル間の定期航空運送事業免許を与え、また全日本空輸に対しても新潟-仙台間の免許を付与した。
これに対し、新潟空港周辺に居住する一部住民が、新潟空港の運用により生ずる航空機発着に伴う騒音等により、その生活利益を侵害されていると主張して、これら免許の取り消しを求めて訴訟を提起した。
一審・二審とも原告適格を認めずに却下した。これに対して原告側は上告したが、1989年（平成元年）2月17日に最高裁判所は原告適格を認めたものの請求を棄却し、敗訴した。

## 最高裁判所判決
一審・二審が原告適格を認めなかったのに対し、最高裁判所は原告適格を肯定した。
新たに付与された定期航空運送事業免許に係る路線の使用飛行場の周辺に居住していて、当該免許に係る事業が行われる結果、当該飛行場を使用する各種航空機の騒音の程度、当該飛行場の一日の離着陸回数、離着陸の時間帯等からして、当該免許に係る路線を航行する航空機の騒音によつて社会通念上著しい障害を受けることとなる者は、当該免許の取消しを求めるにつき法律上の利益を有する者として、その取消訴訟における原告適格を有すると解するのが相当である。—最二小判平元・2・17
そのうえで、
1. 空港の変更後の着陸帯及び滑走路が告示された開始期日より前から供用されていること
2. 非計器用である空港設備が計器用に供用されていること
3. ソウル線の利用客の大部分は遊興目的のツアー団体であり、また韓国側との相互乗り入れ[注釈 1]により供給過剰となること

をもって、免許の違法事由とした原告の主張は、自己の法律上の利益に関係のないものであるとして、請求を棄却した。
上告人の右違法事由の主張がいずれも自己の法律上の利益に関係のない違法をいうものであることは明らかである。そうすると、本件請求は、上告人が本件各免許の取消しを訴求する原告適格を有するとしても、行政事件訴訟法10条1項によりその主張自体失当として棄却を免れないことになるが、その結論は原判決より上告人に不利益となり、民訴法396条、385条により原判決を上告人に不利益に変更することは許されないので、当裁判所は原判決の結論を維持して上告を棄却するにとどめるほかなく、結局、原判決の前示の違法は、その結論に影響を及ぼさないこととなる。また、所論違憲の主張は、実質において法令違背を主張するものにすぎない。それゆえ、論旨は、採用することができない。—最二小判平元・2・17